# Ošetřovné
Ošetřovné je v České republice dávka za ošetřování člena rodiny. Náležící člověku, který nemůže docházet do plného pracovního úvazku, protože se stará o nemocného člena rodiny[zdroj⁠?!] nebo o dítě mladší 10 let. V úplné rodině se rodiče mohou v ošetřování dítěte vystřídat, ovšem pouze jednou. 

## Charakteristika
Ošetřovné se týká pouze zaměstnanců, nikoliv osob samostatně výdělečně činných. Ty na ošetřovné nemají nárok. Nezmění se to ani tehdy, když si dobrovolně platí nemocenské pojištění. Na ošetřovné nemají nárok také např. zaměstnanci, kteří vykonávají zaměstnání v malém rozsahu, zaměstnanci zaměstnaní na základě dohody o pracovní činnosti nebo dohody o provedení práce a domáčtí zaměstnanci. Nárok na výplatu ošetřovného nemají ani zaměstnanci v době prvních 14 kalendářních dní dočasné pracovní neschopnosti.
Ošetřovné se také nevztahuje na zaměstnance, který se stará o dítě, když má jiná fyzická osoba z důvodů péče o toto dítě nárok na výplatu peněžité pomoci v mateřství nebo na rodičovský příspěvek. To neplatí v případě, kdy se tato fyzická osoba nemůže o dítě postarat, protože onemocněla, utrpěla úraz, nastaly u ní zákonem stanovené situace, porodila nebo jí byla nařízena karanténa. V tom případě přísluší ošetřovné pouze jednomu ošetřujícímu, je však možné, aby se jednou vystřídal s jiným/původním ošetřovatelem. To může i za běžných okolností.
Ošetřovné je tedy pouze pro:
- Zaměstnance, kteří se musejí starat o nemocného člena domácnosti.
- Zaměstnance, jehož dítě mladší 10 let nemůže chodit do školky či školy kvůli uzavření daného zařízení (havárie, epidemie nebo jinou nepředvídatelnou událostí). V tomto případě nemusí sdílet rodič s dítětem společnou domácnost.
- Zaměstnance, kteří se musejí starat o dítě, jemuž byla nařízena karanténa, nebo v případech, kdy osoba, která jinak o dítě pečuje, sama onemocní.[1]

## Výpočet ošetřovného
K uznání ošetřovného musí formulář na ošetřovné vyplnit lékař a zaměstnanec je povinný ho předat zaměstnavateli. Ošetřovné se počítá stejně jako nemocenská, ale na rozdíl od ní od prvního kalendářního dne ošetřování. Ošetřovné může ošetřující pobírat nejdéle 9 dní. Pokud ošetřuje osamělý zaměstnanec, který má v trvalé péči alespoň jedno dítě ve věku do 16 let bez ukončené povinné školní docházky, ošetřovné se počítá nejdéle 16 dní.
Ošetřovné činí 60 % z redukovaného denního vyměřovacího základu po celou dobu jeho dobu trvání. Tento denní vyměřovací základ se pro účely ošetřovného stanoví a redukuje stejným způsobem, jako při výpočtu nemocenského (při hrubé mzdě 15 000 Kč vyjde ošetřovné za 9 dní na 2 403 Kč atd.).

## Dlouhodobé ošetřovné
Od 1. června 2018 se nově z nemocenského pojištění vyplácí také dlouhodobé ošetřovné. Na toto ošetřovné mají nárok ti, kteří dlouhodobě pečují o člena domácnosti. Oproti klasickému ošetřovnému o něj však mohou žádat jak zaměstnanci, tak podnikatelé. Podnikatelé si však musí platit nemocenské pojištění.
Aby mohlo být přiznáno dlouhodobé ošetřovné, musí být ošetřovaný člověk hospitalizován minimálně 7 dní v nemocnici a jeho zdravotní stav musí vyžadovat péči alespoň dalších 30 dní. O přiznání ošetřovného poté rozhodne lékař lůžkového oddělení. Ošetřovné může ošetřovatel pobírat nejvýš 90 dní v jednom roce. Také tato dávka se počítá jako nemocenská a tedy i jako klasické ošetřovné. 